# 平卧萼距花
平卧萼距花（学名：Cuphea procumbens）为千屈菜科萼距花属下的一个种。种名procumbens意为平卧的。